# Xã Marion, Quận Dubois, Indiana
Xã Marion (tiếng Anh: Marion Township) là một xã thuộc quận Dubois, tiểu bang Indiana, Hoa Kỳ. Năm 2010, dân số của xã này là 1.501 người.